# Runa Greiner

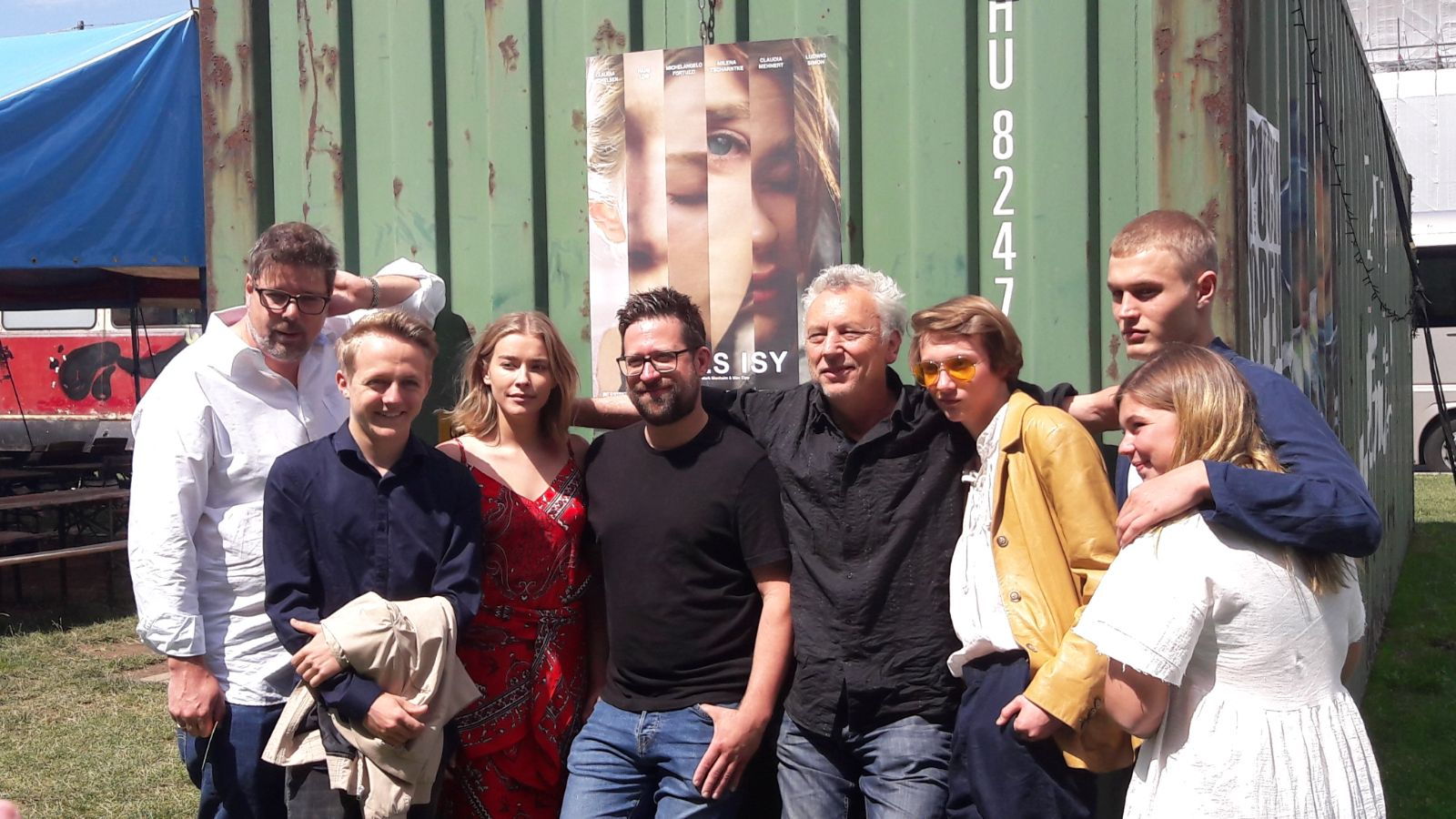
Runa Greiner (vorn rechts) mit dem Cast des Films Alles Isy beim Filmfest München 2018

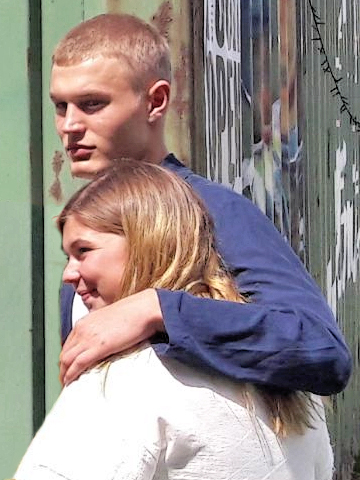
Ludwig Simon mit Runa Greiner (2018)

Runa Greiner (* 1996 in Halle (Saale)) ist eine deutsche Filmschauspielerin.

## Leben
Sie wurde in der Rolle als Meike in den Filmen Fack ju Göhte und dessen Nachfolgern Fack ju Göhte 2 und Fack ju Göhte 3 einem größeren Publikum bekannt. Des Weiteren wurde sie 2012 als beste Hauptdarstellerin in Augen zu in ihrer Rolle als Monette beim Festival La Cabina in Valencia ausgezeichnet.
Seit 2020 absolviert sie ihre Schauspielausbildung an der Filmuniversität Babelsberg Konrad Wolf.

## Filmografie (Auswahl)

### Kinofilme
- 2011: Augen zu
- 2013: Großstadtklein
- 2013: Fack ju Göhte
- 2013: Sitting Next to Zoe
- 2014: Besser als Nix
- 2014: So schön wie du (Kurzfilm)
- 2015: Fack ju Göhte 2
- 2016: Bibi & Tina: Mädchen gegen Jungs
- 2017: Fack ju Göhte 3

### Fernsehen
- 2013: Willkommen auf dem Land
- 2015–2017: Notruf Hafenkante
- 2015: Inas neues Leben
- 2015: Das Romeo-Prinzip
- 2015: Es kommt noch besser
- 2017: Charité
- 2017: Blaumacher
- 2017: In aller Freundschaft: Jenseits der Schmerzgrenze
- 2018: Alles Isy
- 2019: Der Lehrer: Das is’n Date und keine Prüfung
- 2019: Tatort: Das Nest
- seit 2021: Nächste Ausfahrt Glück (Fernsehreihe)
  - 2021: Juris Rückkehr
  - 2021: Beste Freundinnen
  - 2022: Der richtige Vater
  - 2022: Song für die Freiheit
  - 2023: Familienbesuch
  - 2023: Katharinas Entscheidung
- 2021: Tina mobil
- 2021: Wo ist die Liebe hin (Fernsehfilm)
- 2022–2024: Die Kaiserin (Fernsehserie, 11 Folgen)
- 2023: Deutsches Haus
- 2024: Maxton Hall – Die Welt zwischen uns  (Fernsehserie)